# Sender Pritzwalk
Der Sender Pritzwalk ist ein Grundnetzsender der Deutschen Funkturm GmbH zur Ausstrahlung von Hörfunksignalen. Er wurde zur Versorgung von Nordwest-Brandenburg in der Ortschaft Buchholz in der Prignitz, vier Kilometer südlich von Pritzwalk errichtet. Als Antennenträger kommt ein 163 Meter hoher Stahlfachwerkturm zum Einsatz. Der Sender ging am 7. August 1996 in Betrieb mit UKW und analog TV.
Im Jahr 2016 erhielt der Sendemast, auf der Turmspitze, eine DAB+ Antenne. Dadurch erhöhte sich die Turmhöhe auf insgesamt 169 Meter.
Der Sender versorgt primär die nordwestlichen Teile Brandenburgs sowie weite Teile der Länder Mecklenburg-Vorpommern, Sachsen-Anhalt und Nordost-Niedersachsen.

## Frequenzen und Programme

### Analoger Hörfunk (UKW)
| Frequenz (MHz) | Programm            | RDS PS                     | RDS PI | Regionalisierung | ERP (kW) | Antennendiagramm rund (ND)/gerichtet (D) | Polarisation horizontal (H)/vertikal (V) |
| -------------- | ------------------- | -------------------------- | ------ | ---------------- | -------- | ---------------------------------------- | ---------------------------------------- |
| 91,7           | radio3              | _radio3_                   | D323   | –                | 10       | ND                                       | H                                        |
| 94,2           | Inforadio           | _Info-__/_radio__/vom_rbb_ | D335   | –                | 0,5      | D (350–30°)                              | H                                        |
| 99,9           | Radio Eins          | _radio1_/vom_rbb_          | D332   | –                | 10       | ND                                       | H                                        |
| 103,1          | Fritz               | _Fritz__/vom_rbb_          | D333   | –                | 60       | D (240–220°)                             | H                                        |
| 104,3          | BB Radio            | BB_RADIO                   | D338   | Prignitz         | 100      | D (80–40°)                               | H                                        |
| 106,6          | Antenne Brandenburg | Antenne_/vom_rbb_          | D631   | Perleberg        | 100      | ND                                       | H                                        |

### Digitales Radio (DAB)
DAB+ wird in vertikaler Polarisation und im Gleichwellenbetrieb mit anderen Sendern ausgestrahlt. Der bundesweite DAB+-Multiplex sendet seit dem 30. Juni 2016 und der rbb verbreitet seine Programme via DAB+ seit dem 21. November 2017 vom Sender Pritzwalk aus. Am 5. Oktober 2020 wurde der zweite bundesweite Multiplex aufgeschaltet.
| Block                             | Programme (Datendienste) | ERP (kW) | Antennen- diagramm rund (ND), gerichtet (D) | Polarisation horizontal (H)/ vertikal (V) | Gleichwellennetz (SFN) |
| --------------------------------- | --- | -------- | ------------------------------------------- | ----------------------------------------- | --- |
| 5C DRDeutschland (D__00188)       | DAB+ Block der Media Broadcast: - Absolut relax (72 kbps) - Dlf (104 kbps) - Dlf Kultur (112 kbps) - Dlf Nova (104 kbps) - DRadio DokDeb (48 kbps) - Energy Digital (72 kbps) - ERF Plus (64 kbps) - Klassik Radio (72 kbps) - Radio Bob (72 kbps) - Radio Horeb (48 kbps) - Radio Schlagerparadies (64 kbps) - Schwarzwaldradio (64 kbps) - sunshine live (72 kbps) - DRadio Daten (32 kbps Daten) - EPG Deutschland (16 kbps Daten) - TPEG (16 kbps Daten) - TPEG_MM (16 kbps Daten) | 5        | ND                                          | V                                         | - Baden-Württemberg: Aalen, Baden-Baden (Fremersberg), Bad Mergentheim, Blauen, Brandenkopf, Donaueschingen, Feldberg im Schwarzwald, Freiburg (Vogtsburg-Totenkopf), Geislingen (Oberböhringen), Großerlach (Hohe Brach), Heidelberg (Königstuhl), Heilbronn (Schweinsberg), Hochrhein (Rickenbach), Hornisgrinde, Pforzheim (Schömberg-Langenbrand), Raichberg, Ravensburg (Höchsten), Reutlingen, Stuttgart (Frauenkopf), Ulm (Kuhberg) - Bayern: Amberg (Hirschau), Aschaffenburg (Pfaffenberg), Augsburg (Hotelturm), Bad Tölz (Gaißach), Bamberg (Geisberg), Büttelberg, Brotjacklriegel, Dillberg, Grünten, Herzogstand, Hochberg (Traunstein), Hoher Bogen, Inntal (Ebbs), Ingolstadt (Gelbelsee), Kreuzberg/Rhön, Landshut (Altdorf), München (Olympiaturm), Nennslingen (Büchelberg), Nürnberg, Oberammergau, Ochsenkopf, Passau, Pfänder, Pfaffenhofen, Pfarrkirchen, Pfronten, Regensburg (Hohe Linie), Unterringingen, Untersberg, Wendelstein (Bayrischzell), Würzburg (Frankenwarte) - Berlin: Berlin (Alexanderplatz), Berlin (Scholzplatz) - Brandenburg: Bad Belzig, Booßen, Brandenburg/Havel, Calau, Casekow, Cottbus, Eisenhüttenstadt, Petkus, Pritzwalk, Templin - Bremen: Bremen (Walle), Bremerhaven-Schiffdorf - Hamburg: Hamburg (Moorfleet), Hamburg (Heinrich-Hertz-Turm) - Hessen: Bad Hersfeld (Rimberg), Biedenkopf (Sackpfeife), Fulda (Hummelskopf), Frankfurt (Europaturm), Gelnhausen (Schnepfenkopf), Gießen (Dünsberg), Großer Feldberg, Hardberg, Hohe Wurzel, Hoher Meißner, Kassel (Habichtswald), Mainz-Kastel - Mecklenburg-Vorpommern: Garz (Rügen), Güstrow, Malchin, Neubrandenburg-Süd, Rostock (Toitenwinkel), Röbel, Schwerin (Zippendorf-Gr.Dreesch), Torgelow, Wismar/Rüggow, Züssow - Niedersachsen: Aurich-Popens, Braunschweig (Broitzem), Braunschweig (Drachenberg), Cuxhaven-Stadt, Dannenberg, Göttingen (Bovenden-Osterberg), Hannover (Telemax), Lingen, Lüneburg-Neu Wendhausen, Molbergen-Peheim, Osnabrück (Bramsche-Schleptruper Egge), Hildesheim (Sibbesse), Steinkimmen, Uelzen, Visselhövede, Wilhelmshaven - Nordrhein-Westfalen: Aachen (Karlshöhe), Bielefeld (Hünenburg), Bonn (Venusberg), Dortmund (Florianturm), Düsseldorf (Rheinturm), Eggegebirge, Herscheid, Hochsauerland (Hunau), Hürtgenwald-Großhau, Köln (Colonius), Langenberg, Lügde-Rischenau (Köterberg), Minden (Jakobsberg), Münster (Fernmeldeturm), Schöppingen, Siegen-Süd, Wesel - Rheinland-Pfalz: Bad Kreuznach (Schanzenkopf), Bad Marienberg (Westerwald), Bornberg, Daun (Eifel), Edenkoben (Kalmit), Heckenbach-Schöneberg (Ahrweiler), Idar-Oberstein, Kaiserslautern, Kettrichhof, Koblenz (Kühkopf), Trier (Petrisberg) - Saarland: Merzig-Merchingen, Saarbrücken (Schoksberg) - Sachsen: Chemnitz, Dresden, Geyer, Leipzig, Löbau, Neustadt, Oschatz, Schöneck, Zwickau Ost - Sachsen-Anhalt: Brocken, Burg, Dequede, Petersberg, Pettstädt (Weißenfels), Schneidlingen, Wittenberg - Schleswig-Holstein: Bungsberg, Flensburg, Heide, Helgoland, Hennstedt, Kiel (Kronshagen), Lübeck (Stockelsdorf), Schleswig, Niebüll (Süderlügum), Westerland (Sylt) - Thüringen: Bleßberg (Sonneberg), Erfurt-Hochheim, Gera, Inselsberg, Jena (Oßmaritz), Kulpenberg, Saalfeld (Remda), Lobenstein (Sieglitzberg), Weimar (Ettersberg) |
| 5D Antenne DE (D__00364)          | DAB-Block von Antenne Deutschland: - 80s80s (72 kbps) - 90s90s (72 kbps) - Absolut Bella (72 kbps) - Absolut Germany (72 kbps) - Absolut HOT (72 kbps) - Absolut Oldie (72 kbps) - Absolut TOP (72 kbps) - AIDAradio (72 kbps) - Ballermann Radio (72 kbps) - Beats Radio (72 kbps) - Brillux Radio (72 kbps) - Nostalgie (72 kbps) - Oldie Antenne (72 kbps) - RTL Radio (72 kbps) - Rock Antenne (72 kbps) - Toggo Radio (72 kbps)                                                   | 10       | ND                                          | V                                         | - Bayern: Amberg (Hirschau), Bamberg (Geisberg), Ingolstadt (Gelbelsee), Kreuzberg/Rhön, Nürnberg, Ochsenkopf, Pfaffenhofen, Regensburg (Hohe Linie), Würzburg (Frankenwarte) - Berlin: Berlin (Alexanderplatz), Berlin (Scholzplatz) - Brandenburg: Casekow, Cottbus, Pritzwalk - Bremen: Bremen (Walle) - Hamburg: Hamburg (Heinrich-Hertz-Turm) - Mecklenburg-Vorpommern: Rostock (Toitenwinkel), Schwerin (Zippendorf-Gr.Dreesch), Züssow - Niedersachsen: Braunschweig (Broitzem), Cuxhaven-Stadt, Göttingen (Bovenden-Osterberg), Hannover (Telemax), Hildesheim (Sibbesse/Griesberg), Lüneburg-Neu Wendhausen, Molbergen-Peheim, Osnabrück (Bramsche-Schleptruper Egge), Visselhövede - Nordrhein-Westfalen: Bielefeld (Hünenburg), Minden (Jakobsberg) - Sachsen: Dresden, Geyer, Leipzig, Löbau/Schafberg, Oschatz, Schöneck - Sachsen-Anhalt: Brocken, Burg, Petersberg, Wittenberg - Schleswig-Holstein: Flensburg, Heide, Kiel (Kronshagen), Lübeck (Stockelsdorf) - Thüringen: Erfurt-Hochheim, Gera, Inselsberg, Jena (Oßmaritz), Kulpenberg, Lobenstein (Sieglitzberg), Weimar (Ettersberg) |
| 10B Berlin/Brandenburg (D__00328) | DAB+-Block vom rbb: - Antenne Brandenburg (CB) (88 kbps) - Antenne Brandenburg (FFO) (88 kbps) - Antenne Brandenburg (P) (80 kbps) - Antenne Brandenburg (PBG) (80 kbps) - Antenne Brandenburg (PZL) (80 kbps) - rbb 88.8 (88 kbps) - radio1 (CB) (96 kbps) - radio1 (FFO) (96 kbps) - radio1 (P) (88 kbps) - Fritz (88 kbps) - rbb24 Inforadio (64 kbps) - radio3 vom rbb (96 kbps) - COSMO (96 kbps) - rbb EPG (16 kbps Daten) - rbb TPEG (8 kbps Daten)                             | 10       | ND                                          | V                                         | - Berlin: Berlin (Scholzplatz), Berlin-Rudow - Brandenburg: Bad Belzig, Booßen, Calau, Casekow, Cottbus-Stadt, Eberswalde, Eisenhüttenstadt, Forst (Lausitz), Herzberg, Petkus, Pritzwalk, Templin |

### Ehemaliges analoges Fernsehen (PAL)
Bis zur Umstellung auf DVB-T wurden folgende Programme in analogem PAL gesendet:
| Kanal | Frequenz (MHz) | Programm            | ERP (kW) | Sendediagramm rund (ND)/ gerichtet (D) | Polarisation horizontal (H)/ vertikal (V) |
| ----- | -------------- | ------------------- | -------- | -------------------------------------- | ----------------------------------------- |
| 51    | 711,25         | Das Erste (SFB/ORB) | 50       | ND                                     | H                                         |
| 53    | 727,25         | ORB-Fernsehen       | 50       | D                                      | H                                         |
| 60    | 783,25         | RTL Television      | 50       | D                                      | H                                         |